# 13798 Cecchini
13798 Cecchini è un asteroide della fascia principale. Scoperto nel 1998, presenta un'orbita caratterizzata da un semiasse maggiore pari a 2,9067158 UA e da un'eccentricità di 0,0907409, inclinata di 4,85306° rispetto all'eclittica.
L'asteroide è dedicato all'astrofilo italiano Vasco Cecchini.